# Damiana
Damiana (Turnera diffusa) är en buske med ursprung i Centralamerika, Mexiko, Sydamerika och Karibien. Den tillhör familjen Turneraceae.
Damiana är en ganska liten buske med små väldoftande blommor. Den blommar på sensommaren och sätter sedan frukter som liknar och smakar som fikon. 
Ursprungsfolk i Central- och Sydamerika har sedan urminnes tider använt te på damianablad som ett afrodisiakum. 
Inom örtmedicinen används Damiana för att bota till exempel hosta, förstoppning och depression.[källa behövs]